# گرسفلد (رون)
شهر گرسفلد در ایالت هسن در کشور آلمان واقع شده‌است.